# 3 Doors Down (альбом)
| Совокупная оценка    | Совокупная оценка |
| Источник             | Оценка            |
| -------------------- | ----------------- |
| Metacritic           | 55/100            |
| Оценки критиков      |                   |
| Источник             | Оценка            |
| About.com            | [ 2 ]             |
| Allmusic             | [ 3 ]             |
| Blender              | [ 1 ]             |
| Bloomberg L.P.       | [ 4 ]             |
| Entertainment Weekly | C+                |
| IGN                  | (7.1/10)          |
| The New York Times   | (mixed)           |
| Starpulse            | [ 8 ]             |
| UGO                  | C+                |

3 Doors Down — четвёртый альбом американской рок-группы 3 Doors Down, выпущенный 20 мая 2008 года. Альбом занял первое место в чарте Billboard 200, разойдясь за первую неделю в количестве превышающем 154,000 копий. 26 июня 2008 RIAA присвоила альбому статус золотого. К ноябрю 2009 года в США было продано свыше 820,000 копий

## Список композиций
Слова и музыка всех песен — Брэд Арнольд, Мэтт Робертс, Тодд Харрелл и Крис Хендерсон.
| №                   | Название                       | Длительность |
| ------------------- | ------------------------------ | ------------ |
| 1.                  | «Train»                        | 3:10         |
| 2.                  | «Citizen/Soldier»              | 3:52         |
| 3.                  | «It's Not My Time»             | 4:01         |
| 4.                  | «Let Me Be Myself»             | 3:48         |
| 5.                  | «Pages»                        | 3:47         |
| 6.                  | «It's the Only One You've Got» | 4:23         |
| 7.                  | «Give It to Me»                | 3:21         |
| 8.                  | «These Days»                   | 3:39         |
| 9.                  | «Your Arms Feel Like Home»     | 3:44         |
| 10.                 | «Runaway»                      | 3:24         |
| 11.                 | «When It's Over»               | 4:18         |
| 12.                 | «She Don't Want the World»     | 4:03         |
| Общая длительность: | Общая длительность:            | 45:39        |

Bonus
| №   | Название                                  | Exclusive Offer    | Длительность |
| --- | ----------------------------------------- | ------------------ | ------------ |
| 13. | «Feet in the Water»                       | Best Buy Exclusive | 4:34         |
| 14. | «Who Are You»                             | Best Buy Exclusive | 3:08         |
| 15. | «It's the Only One You've Got» (Acoustic) | iTunes Exclusive;  | 4:15         |
| 16. | «It's Not My Time» (Acoustic)             | iTunes Pre-Order;  | 3:57         |

## Участники записи
3 Doors Down
- Бред Арнольд — вокал
- Мэтт Робертс — соло-гитара, бэк-вокал
- Крис Хендерсон — ритм-гитара
- Тодд Харелл — бас-гитара
- Дэниел Эдейр — ударные, бэк-вокал

## Чарты
| Чарт(2008)                             | Позиция |
| -------------------------------------- | ------- |
| Австралия (ARIA)                       | 55      |
| Австрия (Ö3 Austria)                   | 14      |
| Канада (Canadian Albums Chart)         | 3       |
| Дания (Hitlisten)                      | 28      |
| Нидерланды (Album Top 100)             | 59      |
| Финляндия (Suomen virallinen lista)    | 28      |
| Германия (Offizielle Top 100)          | 6       |
| Новая Зеландия (RMNZ)                  | 22      |
| Швейцария (Schweizer Hitparade)        | 6       |
| США (Billboard 200)                    | 1       |
| США (Billboard Top Alternative Albums) | 1       |
| США (Billboard Top Rock Albums)        | 1       |

| Чарт(2008)                        | Позиция |
| --------------------------------- | ------- |
| US Billboard 200                  | 64      |
| US Alternative Albums (Billboard) | 11      |
| US Rock Albums (Billboard)        | 16      |
| Чарт(2009)                        | Позиция |
| US Billboard 200                  | 167     |

## Сертификации
| Регион | Сертификация | Продажи  |
| --- | ------------ | -------- |
| Канада (Music Canada) | Золотой      | 40,000^  |
| Германия (BVMI) | Золотой      | 100 000^ |
| США (RIAA) | Золотой      | 820,000  |
| * Данные о продажах приведены только на основе сертификации. ^ Данные о тиражах приведены только на основе сертификации. |              |          |